# Kazimierz Kwaśniewicz
Kazimierz Maria Kwaśniewicz (ur. 14 maja 1899 w Grodzisku Dolnym, zm. 28 września 1979 we Wrocławiu) – major artylerii Wojska Polskiego.

## Życiorys
Kazimierz Maria Kwaśniewicz urodził się 14 maja 1899 w Grodzisku Dolnym. Był synem Józefa (kierownik szkoły ludowej) i Anieli z domu Futyma (nauczycielka) oraz bratem Wiesławy i Mieczysława (ur. 1899, harcerz, inżynier). 
3 marca 1917 zdał egzamin dojrzałości w C. K. Gimnazjum w Sanoku (w jego klasie byli Mieczysław Dukiet, Stanisław Ochęduszko, Władysław Szepieniec). W trakcie nauki szkolnej zaangażował się w działalność sanockiego harcerstwa. Od początku nauki gimnazjalnej w 1912 należał do I Drużyny Skautów im. hetmana Stanisława Żółkiewskiego w Sanoku – zawołania ex ossibus ultor. Jako gimnazjalista podczas I wojny światowej przemawiał 12 listopada 1916 w gmachu sanockiego „Sokoła” podczas uroczystości z okazji ogłoszenia Aktu 5 listopada.
Po zakończeniu odzyskaniu przez Polskę niepodległości został przyjęty do Wojska Polskiego. Został awansowany do stopnia porucznika administracji, dział gospodarczy, ze starszeństwem z dniem 1 czerwca 1919. W 1923 był oficerem Okręgowego Zakładu Gospodarczego nr VIII w Toruniu. Następnie przeniesiony do korpusu artylerii i zweryfikowany w stopniu porucznika artylerii ze starszeństwem z dniem 1 czerwca 1919. W 1924, 1928 był oficerem 6 pułku artylerii polowej w Krakowie. Został awansowany do stopnia kapitana artylerii ze starszeństwem z dniem 1 stycznia 1927. W 1932 był oficerem w kadrze Dowództwa Okręgu Korpusu Nr VII w Poznaniu. Na stopień majora został mianowany ze starszeństwem z 1 stycznia 1936 i 27. lokatą w korpusie oficerów artylerii. Przed 1939 był kwatermistrzem i II zastępcą dowódcy 28 pułku artylerii lekkiej w Zajezierzu. Po wybuchu II wojny światowej w trakcie kampanii wrześniowej pełnił funkcję dowódcy oddziału nadwyżek tej jednostki.
W drugiej połowie lat 40. był podejrzewany popełnienie przestępstwa przechowywania dokumentów stanowiących tajemnicę wojskową oraz przynależność do nielegalnej organizacji WRN. Zmarł 28 września 1979 i został pochowany na Cmentarzu Świętej Rodziny we Wrocławiu (sektor 7-24-9).

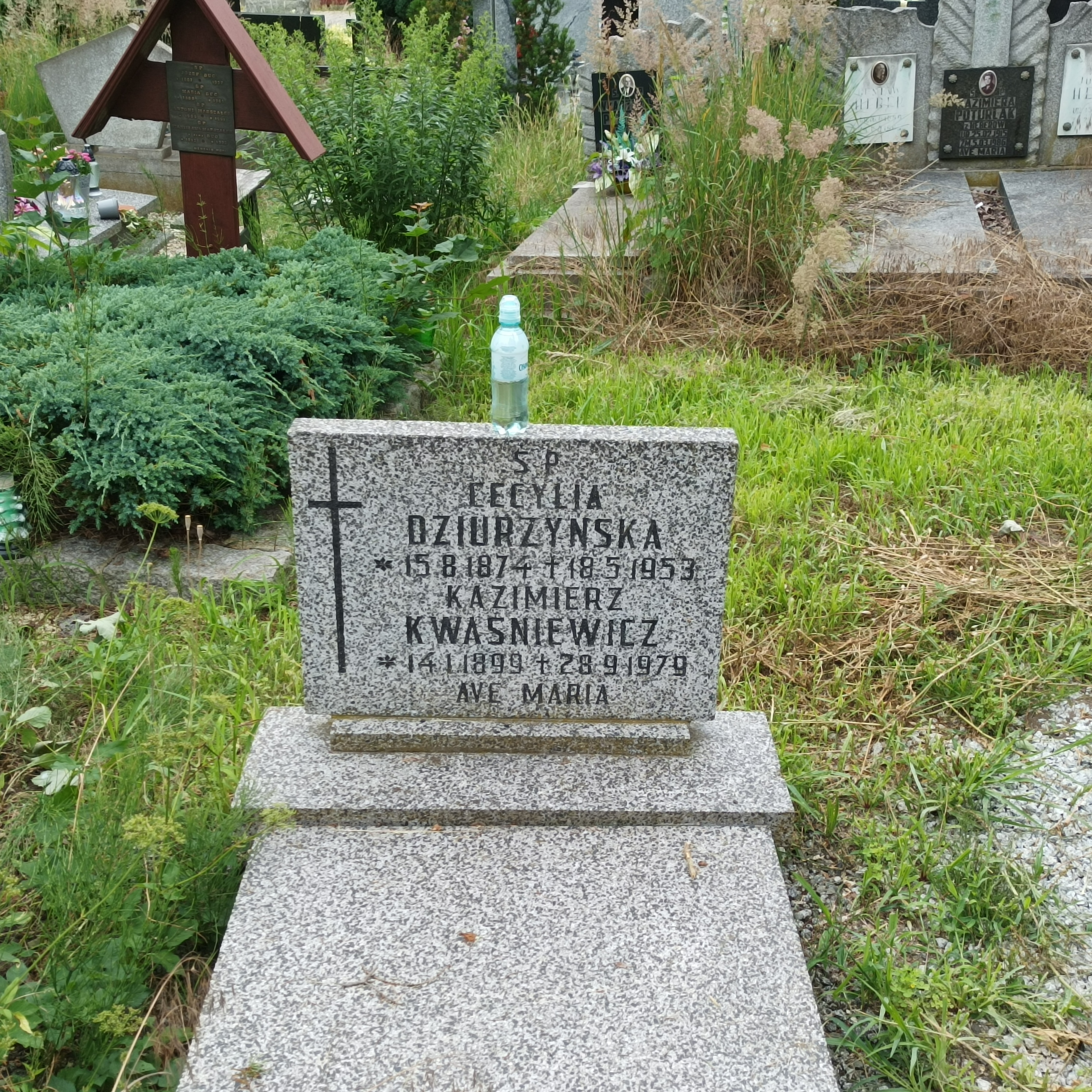
Grób mjra Kazimierza Kwaśniewicza na Cmentarzu Świętej Rodziny we Wrocławiu

## Ordery i odznaczenia
- Krzyż Walecznych (dwukrotnie)
- Srebrny Krzyż Zasługi (10 listopada 1928)[20]